# ستيف سبرينغر
ستيف سبرينغر (بالإنجليزية: Steve Springer)‏ هو لاعب كرة قاعدة أمريكي، ولد في 11 فبراير 1961 في لونغ بيتش في الولايات المتحدة.

## وصلات خارجية
- ستيف سبرينغر على موقعبيزبول رفرنس.كوم (الدوري الرئيسي) (الإنجليزية)